# 蔓出卷柏
蔓出卷柏（学名：Selaginella davidii ssp. davidii）为卷柏科卷柏属下的一个亚种。分布区域安徽、北京、重庆、福建、河北等地

## 扩展阅读
- 維基物種上的相關：蔓出卷柏